# دریا (فیلم ۲۰۱۳)
دریا (انگلیسی: The Sea) فیلمی در ژانر درام است که در سال ۲۰۱۳ منتشر شد. از بازیگران آن می‌توان به بانی رایت، شارلوت رمپلینگ، کیران هایندز، ناتاشا مک‌الهون و روفوس سوئل اشاره کرد.